# Nicéphore Carantinos
Nicéphore Carantinos ou Karantènos (en grec Νικηφόρος ὁ Καραντηνός) est un général byzantin de la fin du XIe siècle particulièrement actif dans les guerres byzantino-normandes et dans la lutte contre les Bulgares dans les Balkans. 
Les principales sources sur sa vie sont le continuateur de Jean Skylitzès (Skylitzes Continuatus), le Lupus Protospatharius, et l'Anonymi Barensis Chronicon (en). 

## Biographie
Issu d'une famille noble de tradition militaire, il semble faire ses premières armes dans les Balkans où son action contre les Bulgares lui vaut le poste de duc de Skopje. Mais c'est surtout comme commandant de la reconquête de l'Italie lancée par Constantin X qu'il se fait connaître.

### La reconquête des Pouilles
La tentative de reconquête des cités perdues d'Apulie en 1067 constitue le dernier effort byzantin pour reprendre pied en Italie. Sous l'impulsion de Constantin X, une armée commandée par Carantinos et assistée par la flotte de l'amiral Michel Maurex conquiert d'un coup Bari, Tarente, Castellaneta et Brindisi. C'est là que Carantinos prend ses quartiers, comme stratège du thème ainsi reconquis. Il dote la ville d'une garnison d'élite de la garde Varègue pour faire face aux incursions normandes dans la campagne qui se multiplient à partir de 1068.
Dès l'année suivante, en effet, la contre-offensive normande s'organise et Carantinos mène deux années d'héroïque résistance contre les incursions normandes autour de Brindisi, avant d'être finalement assiégé en 1070 dans cette ville.
Lors du siège, il recourt à un stratagème en retirant ses Varègues des remparts lorsque les Normands montent à l'échelle, pour mieux les surprendre une fois que ceux ci croyaient la partie gagnée. Victorieux, il envoie à Constantinople via Durazzo une centaine de têtes d'ennemis décapités en témoignage à l'empereur de la fidélité des cités italiennes. Malgré ces efforts, Brindisi puis Bari tomberont en 1071, mettant fin à la dernière tentative byzantine de reconquérir le Catépanat d'Italie et ouvrant la voie aux Guerres byzantino-normandes.

### Fin de vie
C'est finalement la révolte bulgare de Constantin Bodin  qui aura raison des efforts byzantins en Italie, puisque Carantinos est finalement rappelé d'Italie en 1072 avec ses troupes pour pacifier, à nouveau comme duc de Skopje, les Balkans révoltés. A la nouvelle du couronnement de Constantin Bodin à Prizren en 1072, il adjoint ses forces à celles de Damien Dalassène pour réduire la rébellion bulgare à la bataille de Kastoria.
Il meurt en 1075.